# Cylicobdellidae
Cylicobdellidae é uma família de anelídeos pertencente à ordem Arhynchobdellida.

## Géneros
Géneros:
- Abessebdella Richardson, 1975
- Aetheobdella Moore, 1935
- Amicibdella Richardson, 1974
- Anphilaemon Richardson, 1979
- Bassianobdella Richardson, 1970
- Blanchardiella Weber, 1914
- Castrabdella Richardson, 1975
- Cedbdella Richardson, 1975
- Cylicobdella Grube, 1871
- Dineta Goddard, 1909
- Domanibdella Richardson, 1974
- Elocobdella Richardson, 1975
- Eucryptobdella Richardson, 1975
- Eunomobdella Richardson, 1969
- Euranophila Richardson, 1969
- Fijibdella Richardson, 1975
- Goddardobdella Richardson, 1969
- Habeobdella Richardson, 1971
- Hirudinaria Whitman, 1886
- Hirudobdella Goddard, 1910
- Ichtyobdella Örsted, 1844
- Illebdella Richardson, 1974
- Jaabdella Richardson, 1975
- Kaiyabdella Richardson, 1972
- Keibdella Richardson, 1975
- Leiobdella Richardson, 1974
- Mahebdella Richardson, 1978
- Micobdella Richardson, 1974
- Neoterrabdella Richardson, 1969
- Philaemon Lambert, 1898
- Phytobdella Blanchard, 1894
- Placobdelloides Sawyer, 1986
- Priscabdella Richardson, 1973
- Quaesitobdella Richardson, 1975
- Quantenobdella Richardson, 1969
- Rennlbdella Richardson, 1975
- Richardsonianus Soos, 1968
- Samoabdella Richardson, 1975
- Sibdella Richardson, 1975
- Xenobdella Richardson, 1975